# 希慎道

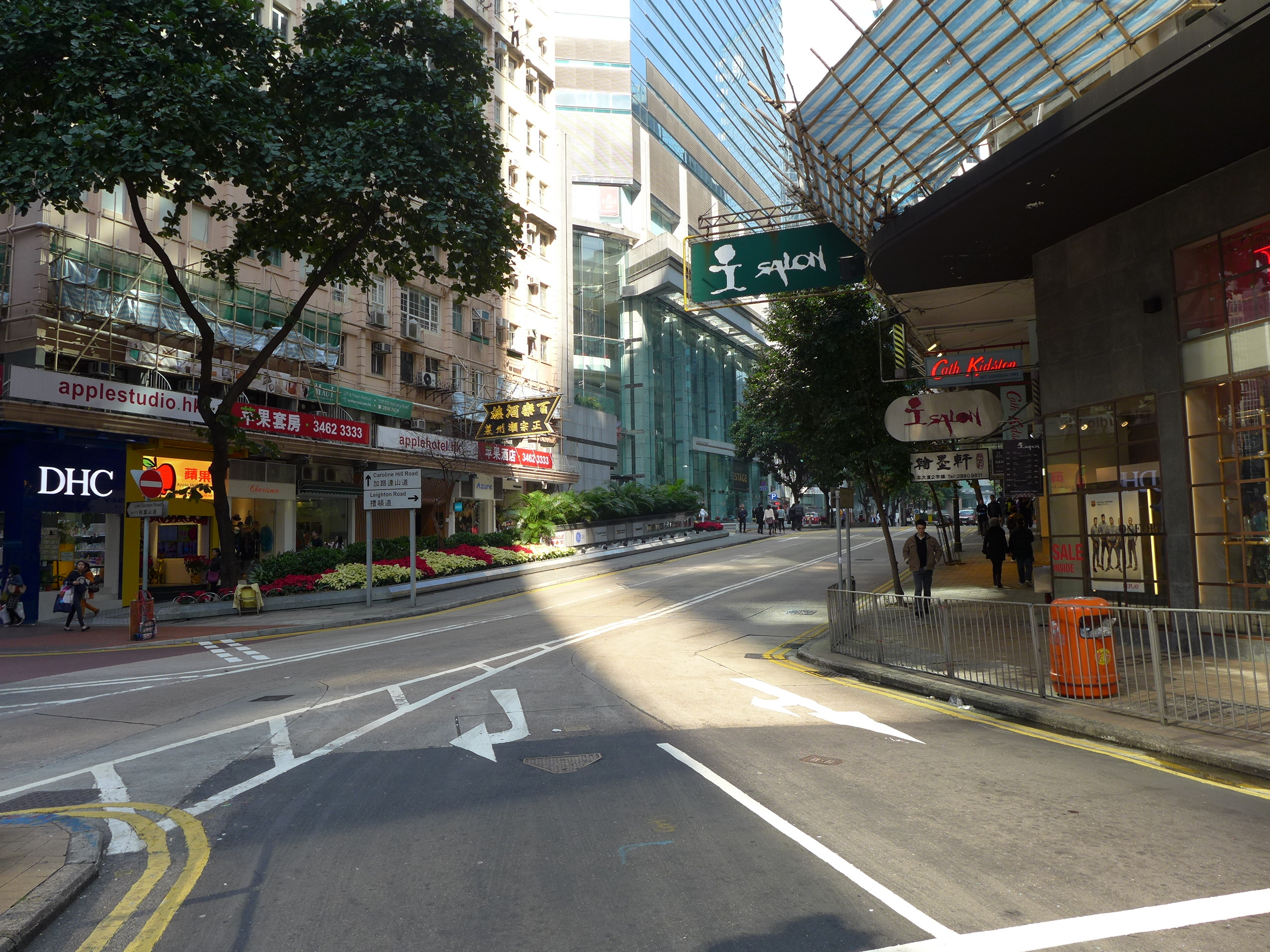
希慎道

希慎道（英語：Hysan Avenue）是香港島銅鑼灣的一條行車街道，當地從前由希慎興業的利希慎家族買入發展地產。現時希慎道兩旁是商業大樓和大商場等。例如宏利保險大廈/利園一期/希慎道壹號等。希慎道的命名來自地皮業主，靠販賣鴉片發跡的利希慎。

## 鄰近
- 啟超道
- 新寧道
- 開平道
- 利園山道
- 禮頓道